# 审计法院 (法国)

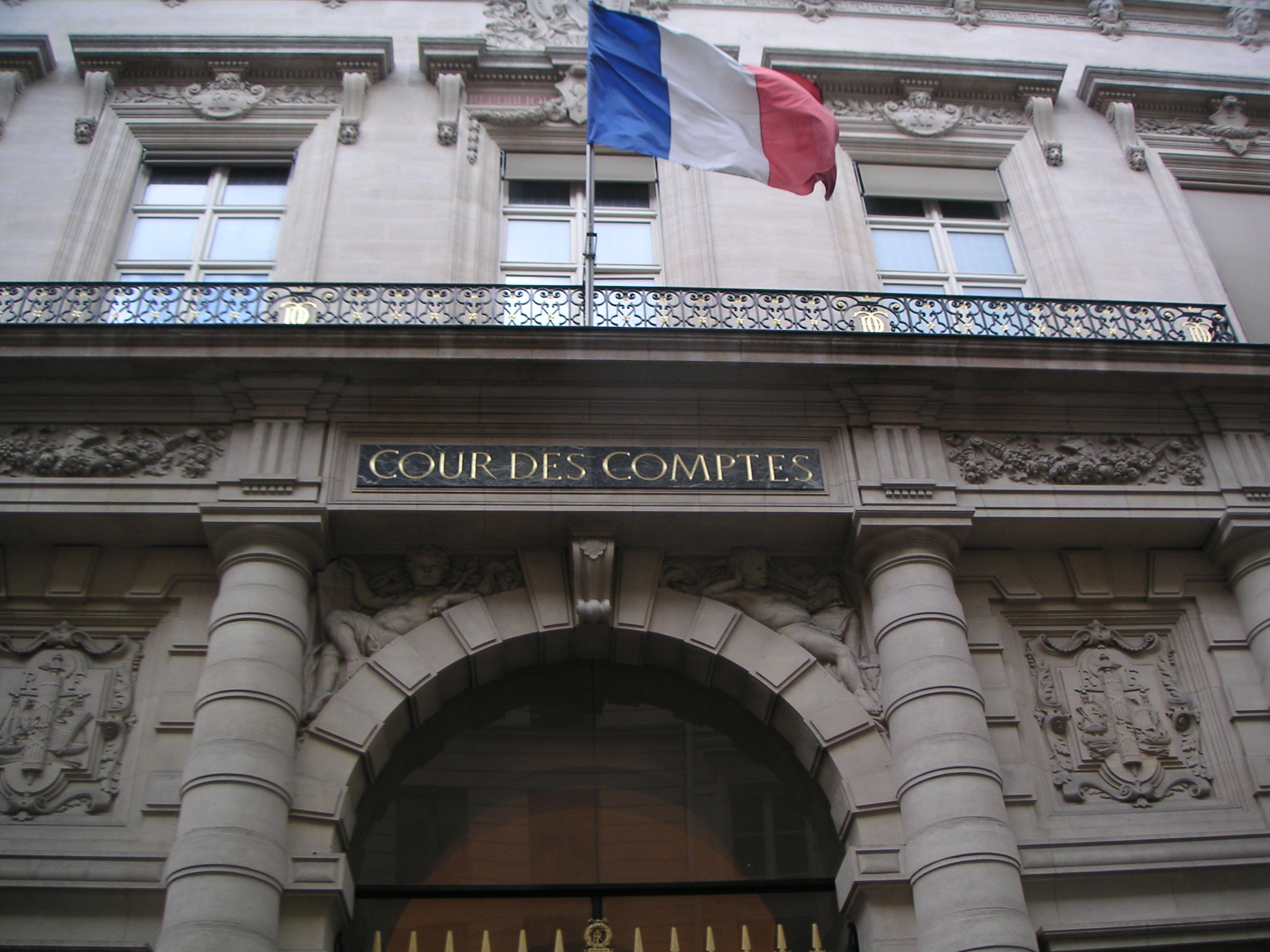
巴黎加本路的主要入口

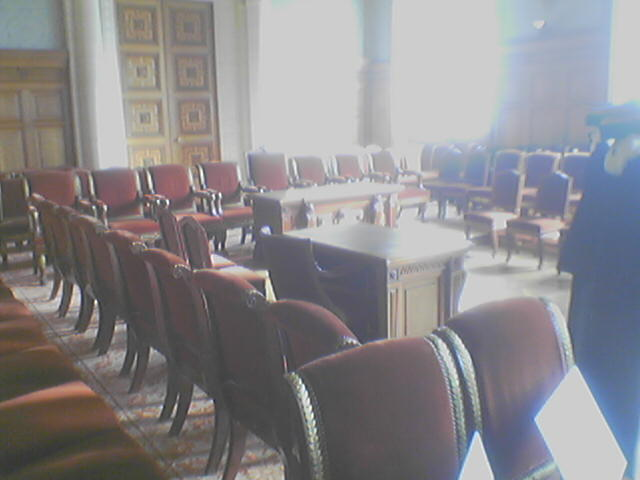
法庭

法国审计法院（法語：Cour des comptes）是法国政府的一个准司法机关，掌管引导大多数公共机构和一些私营机构的财务和法定审计，包括中央政府、国有企业、社会保障机构（自1950年起）和公共服务（自1976年起）。审计法院实质上是普通法国家中国库法院、主计长办公室和审计长办公室之间的一个结合体。
审计法院的三个职责是引导账户财务审计、引导良好治理审计以及向法国国会和行政部门提供信息和建议。审计法院审核账务的良好构成和公款的适当处置。被建立于1807年的审计法院是君主政体，或法国古代政体下的审计法庭的继承者，并且有固有司法管辖权审计所有公共账务官员和机构。审计法院独立于政府的立法和行政分支。然而，1946年和1958年法国宪法使在控制政府开支中协助内阁和国会成为审计法院的职责。

## 组成
审计法院的首席庭长（premier président）即院长由法国部长委员会的委员会命令任命。一旦被任命，审计法院的首席和陪席庭长有职位保障。审计法院被分为七个法庭，每个法庭有庭长、主要委员、帮办委员、稽核员、报告员和专家，由庭长领导。司法权通常被主题事务分为七部分，如财政、卫生、社会保障，等等。审计法院的现任院长是皮埃尔·莫斯科维奇。其他法官通常被级别分为三组：
- 主要委员——相当于陪席法官，在小组中考虑、听取并判决案件
- 帮办委员——相当于帮办法官，被分为两个级别，处理案件管理
- 稽核员[1]——被分为两个级别，主持听取、收集证据、审计和报告

所有司法官员都是国家行政学院（École nationale d'Administration）的毕业生或被从财政稽核总局（inspection générale des Finances）招募。
审计法院有它自己的检察官办公室——有一名总检察官、总帮办检察官和两名帮办检察官——在审计法院前代表政府。

## 司法权和职责

### 初始司法权
法国审计法院有初始司法权审计并判决公共账户，管理，和政府会计。法院也有权审计工作但没有被证实为公共会计的个人。如果一个账户被发现是对的，法院就发布一个清偿证明清偿账户。然而，如果一个账户被发现有差错，一个债务支付令被发布给不履行者。两种命令从属于审计法院的上诉或法国翻案法院的最终上诉。
审计集中在：
- 政府账务、预算和资金
- 国有公司
- 国家和公共机构、社会保障组织、国有公司的附属机构和次级附属机构
- 由政府拨款的组织
- 由公共拨款的组织

### 上诉司法权
来自低级审计法院的决定在它被宣布的两个月内可以在主审计法院被上诉。然后，如果当事人仍不感到满意，国务委员会将在最终上诉时听取案件。
法国审计法院把它的审计日程完全独立地放在一起，并被赋予很宽泛的审查和检查的权力。它公布并呈交一份年度报告给法国总统和国会。报告提供政府的差的或者可能欺诈的做法的详细账目，并批评差的治理和公共资金使用。审计法院也审计授权官员（ordonnateur）和他们的支出。

## 审计程序
除了报告差的做法，审计法院还裁判公共财务和预算官员、税收机构，或国库部门，如司库、主计长、收税员、被认证的公共会计的账务，并能对他们罚以最近的申报。在这样的案件中，审计法院为了国家的利益，对因为职务上的差错过度支付或不能收回公款的公共账务官员罚以任何金额的罚金。一个不在数额中被限制的结欠被针对欠债人录入，而且欠债人变为国家的债务人。所以公共和政府会计必须履行责任保险。然而，经济、工业和就业部时常通过给欠债人的欠款的削减缓解欠债人，因为全部数额可能太多以至于欠债人破产。如果一个账户被审计并被发现不拖欠，审计法院就发布一个清偿证明（arrêt de quitus或arrêt de décharge）宣布无罪并偿还官员并结算账户。

## 地区审计法院
法国审计法院居于27个地区审计法院（Chambres régionales des comptes）之上并领导它们。审计法院担当司法组行政领导和上诉法院，听取来自地区法院的上诉，并发布规则发布命令和行政指示。地区审计法院在1982年被建立以消除主审计法院的沉重案件负担。自从它们创建起，它们有法国本土的大多数市镇、省和大区和海外领地的账务的初始司法权。这意味着它们审计账户和公共机构以检查舞弊、侵吞或挪用。在预算差异的案件中，审计法院能要求地方长官介入并监视公共资金的处置，直到预算问题被纠正。
每个法院被分为法庭，包括一名主管法官——其在主要审计法院也是陪席法官或审判法官——和两名助理法官。法官有职位保障，一些法官也担当委员会专员，在法国审计法院检察官办公室下有检查职责。地区法院集中在：
- 预算审计和地方机构的预算使用和管理的评估
- 在被给予地区司法权下的机构，亦即：公共机构（学校、公共住宅、医院）或由地方政府或公共机构拨款或援助的团体（工会）审计
- 账户管理的效率评估

被发现有差错的账户被录入结欠，而在拖欠中或虚假的账户涉及地方长官。
少于3,500名居民并且收入总计少于750,000欧元的市镇的账户自动涉及省和大区司库。一个地区审计法院的裁决可以在相同的法院或向法国审计法院被上诉。